# Sub Culture
Sub Culture es un juego de computadora de acción/aventura submarino, desarrollado por Criterion Games y publicado por Ubi Soft. Fue lanzado en 1997 y, a menudo, fue elogiado como un título sólido, pero recibió poco reconocimiento y solo tuvo ventas limitadas. Un sucesor espiritual, también desarrollado por Criterion y publicado por Ubi Soft, fue lanzado en 2000 bajo el nombre Deep Fighter.

## Trama
En la secuencia inicial del juego, una lata de sopa tirada de un bote destroza la casa de una raza de pequeños humanoides submarinos. El jugador asume el papel del sobreviviente de este desastre, un subcapitán independiente que debe comprar, vender, comerciar y piratear para llegar a la cima en un mundo despiadado de aventuras submarinas. Los Bohines, una nación en el juego, están en guerra con los Prochas, otra nación.
Para sobrevivir y prosperar, el personaje del jugador puede participar en varias operaciones de minería o recuperación, recuperando enormes tapas de botellas, colillas de cigarrillos, torio cristales y perlas, todos los cuales son mercancías valiosas que se pueden vender en las ciudades. Sin embargo, tanto los peces mutantes como los submarinos piratas están al acecho. Una vez que el jugador ha acumulado suficiente efectivo, puede comenzar a explotar una forma de 'mercado de valores' en el que se pueden comprar y revender varios productos en otros lugares o momentos a precios más altos.
El jugador también puede asumir varias misiones para cualquiera de las dos naciones en guerra. Estas misiones se vuelven cada vez más difíciles, desde lanzar cargas de profundidad por las rejillas de ventilación de una base subterránea hasta atacar tanques ambulantes que disparan torpedos de propulsión nuclear. Finalmente, las dos naciones llegan a un acuerdo para enfrentarse y derrotar a su enemigo común, los Piratas. La misión final consiste en un asalto total de ambas naciones contra la ciudad pirata oculta, con el jugador abriéndose camino a través de túneles fuertemente custodiados para colocar una bomba junto a la ciudad.

## Jugabilidad
El modo de juego es bastante sencillo, poniendo énfasis en la compra y el intercambio de bienes que se encuentran en el entorno por mejoras de armas, escudos y utilidades. También hay misiones disponibles, que representan parte de la agitación entre Bohine, Procha y los Piratas. Al aceptar misiones para diferentes ciudades, el jugador puede desbloquear nuevas tecnologías, equipos y recibe descuentos para ciertos productos.

## Recepción
Next Generation lo calificó con cuatro estrellas de cinco y afirmó que "En general, Sub Culture crea un mundo fascinante, y si la idea de la exploración submarina y la aventura te atrae, este juego es probablemente el mejor de su tipo". Sub Culture fue finalista del premio GameSpot al "Juego más original" de 1997, que finalmente fue para Dungeon Keeper.
Sub Culture fue un fracaso comercial. En los Estados Unidos, sus ventas totalizaron 11.083 unidades en abril de 1999. Al analizar su desempeño, Tammy Schachter de Ubisoft escribió que "el 3D era hermoso, la jugabilidad era de primera y todo el marketing estaba en su lugar... así que tal vez este es un género de juegos de nicho que entonces atrajo solo a un pequeño segmento de la comunidad de jugadores de núcleo duro".